# Zápas na Letních olympijských hrách 1980 – muži, volný styl do 48 kg
Zápas ve volném stylu ve váhové kategorii do 48 kg probíhal na Letních olympijských hrách 1980 v Moskvě, v atletické hale CSKA Moskva. O medaile se utkalo celkem 14 zápasníků.

## Turnajové výsledky
Za prohru zápasníci získávají záporné body. 6 bodů vyřazuje zápasníka z dalších bojů. Poté, co zbývají poslední tři borci, utkají se tito ve finálovém kole o medaile.
Legenda
- TF — Lopatkové vítězství
- IN — Vítězství pro soupeřovo zranění
- DQ — Vítězství pro soupeřovu pasivitu
- D1 — Vítězství pro soupeřovu pasivitu, vítěz taktéž napomínán
- D2 — Oba zápasníci diskvalifikováni pro pasivitu
- FF — Kontumační vítězství
- DNA — Soupeř nenastoupil
- TPP — Trestné body celkem
- MPP — Trestné body za zápas

Sankce
- 0 - Lopatkové vítězství, technická převaha, pro pasivitu, zranění soupeře, nenastoupení
- 0,5 - Výhra na body, 8-11 bodů rozdíl
- 1 - Výhra na body, 1-7 bodů rozdíl
- 2 - Výhra pro pasivitu, vítěz taktéž napomínán
- 3 - Prohra na body, 1-7 body rozdíl
- 3,5 - Prohra na body, 8-11 bodů rozdílu
- 4 - Prohra lopatková, technickou převahu, pro pasivitu, zranění, nenastoupení

### Kolo 1
| TPP | MPP |                           | Score     |                       | MPP | TPP |
| --- | --- | ------------------------- | --------- | --------------------- | --- | --- |
| 0   | 0   | Sergej Kornilajev (URS)   | TF / 2:35 | Jorge Frías (MEX)     | 4   | 4   |
| 4   | 4   | Khaled El-Rifai (SYR)     | TF / 7:53 | Rumen Jordanov (BUL)  | 0   | 0   |
| 0   | 0   | László Bíró (HUN)         | TF / 4:39 | Nguyen Van Cong (VIE) | 4   | 4   |
| 3   | 3   | Gheorghe Raşovan (ROU)    | 5 - 12    | Mahabir Singh (IND)   | 1   | 1   |
| 3   | 3   | Jan Falandys (POL)        | 4 - 8     | Claudio Pollio (ITA)  | 1   | 1   |
| 0   | 0   | Mohammad Aktar (AFG)      | TF / 1:27 | Mohammed Jabbar (IRQ) | 4   | 4   |
| 4   | 4   | Gombyn Chišigbaatar (MGL) | TF / 7:43 | Jang Se-hong (PRK)    | 0   | 0   |

### Kolo 2
| TPP | MPP |                         | Score     |                           | MPP | TPP |
| --- | --- | ----------------------- | --------- | ------------------------- | --- | --- |
| 0   | 0   | Sergej Kornilajev (URS) | TF / 0:44 | Khaled El-Rifai (SYR)     | 4   | 8   |
| 5   | 1   | Jorge Frías (MEX)       | 12 - 10   | Rumen Jordanov (BUL)      | 3   | 3   |
| 4   | 4   | László Bíró (HUN)       | TF / 7:18 | Gheorghe Raşovan (ROU)    | 0   | 3   |
| 8   | 4   | Nguyen Van Cong (VIE)   | TF / 3:56 | Mahabir Singh (IND)       | 0   | 1   |
| 3   | 0   | Jan Falandys (POL)      | 23 - 0    | Mohammad Aktar (AFG)      | 4   | 4   |
| 2   | 1   | Claudio Pollio (ITA)    | 17 - 10   | Gombyn Chišigbaatar (MGL) | 3   | 7   |
| 8   | 4   | Mohammed Jabbar (IRQ)   | TF / 2:41 | Jang Se-hong (PRK)        | 0   | 0   |

### Kolo 3
| TPP | MPP |                         | Score     |                      | MPP | TPP |
| --- | --- | ----------------------- | --------- | -------------------- | --- | --- |
| 1   | 1   | Sergej Kornilajev (URS) | 8 - 6     | Rumen Jordanov (BUL) | 3   | 6   |
| 8   | 3   | Jorge Frías (MEX)       | 11 - 12   | László Bíró (HUN)    | 1   | 5   |
| 7   | 4   | Gheorghe Raşovan (ROU)  | TF / 1:47 | Jan Falandys (POL)   | 0   | 3   |
| 1.5 | 0.5 | Mahabir Singh (IND)     | 15 - 5    | Claudio Pollio (ITA) | 3.5 | 5.5 |
| 8   | 4   | Mohammad Aktar (AFG)    | TF / 8:30 | Jang Se-hong (PRK)   | 0   | 0   |

### Kolo 4
| TPP | MPP |                         | Score     |                    | MPP | TPP |
| --- | --- | ----------------------- | --------- | ------------------ | --- | --- |
| 1   | 0   | Sergej Kornilajev (URS) | 17 - 4    | László Bíró (HUN)  | 4   | 9   |
| 5   | 3.5 | Mahabir Singh (IND)     | 5 - 14    | Jan Falandys (POL) | 0.5 | 3.5 |
| 5.5 | 0   | Claudio Pollio (ITA)    | DQ / 7:12 | Jang Se-hong (PRK) | 4   | 4   |

### Kolo 5
| TPP | MPP |                         | Score  |                     | MPP | TPP |
| --- | --- | ----------------------- | ------ | ------------------- | --- | --- |
| 1   | 0   | Sergej Kornilajev (URS) | 21 - 1 | Mahabir Singh (IND) | 4   | 9   |
| 6.5 | 3   | Jan Falandys (POL)      | 8 - 13 | Jang Se-hong (PRK)  | 1   | 5   |
| 5.5 |     | Claudio Pollio (ITA)    |        | Bye                 |     |     |

### Finále
Výsledky z předchozích kol se započítávají do finále (žlutě zvýrazněno)
| TPP | MPP |                      | Score     |                         | MPP | TPP |
| --- | --- | -------------------- | --------- | ----------------------- | --- | --- |
|     | 0   | Claudio Pollio (ITA) | DQ / 7:12 | Jang Se-hong (PRK)      | 4   |     |
| 3   | 3   | Claudio Pollio (ITA) | 1 - 5     | Sergej Kornilajev (URS) | 1   |     |
| 4   | 0   | Jang Se-hong (PRK)   | TF / 7:23 | Sergej Kornilajev (URS) | 4   | 5   |

## Finálové pořadí
1. Claudio Pollio (ITA)
2. Jang Se-hong (PRK)
3. Sergej Kornilajev (URS)
4. Jan Falandys (POL)
5. Mahabir Singh (IND)
6. László Bíró (HUN)
7. Rumen Jordanov (BUL)
8. Gheorghe Raşovan (ROU)